# آندرئاس آرتسرونی
آندرئاس (آندریی) یریمیایی آرتسرونی (ارمنی: Անդրեաս (Անդրեյ) Երեմիայի Արծրունի؛ زاده ۲۷ نوامبر ۱۸۴۷ در مسکو – درگذشته ۱۰ سپتامبر ۱۸۹۸ در هوهنهونوف، آلمان) کانی‌شناس و زمین‌شناس ارمنی-روسی بود. وی برادر گریگور آرتسرونی بود.

## زندگی‌نامه
در ۲۷ نوامبر ۱۸۴۷ در مسکو به دنیا آمد. او دانشگاه هایدلبرگ فارغ‌التحصیل شد.  سر انجام در ۱۰ سپتامبر ۱۸۹۸ و در سن ۵۰ سالگی در هوهنهونوف درگذشت.

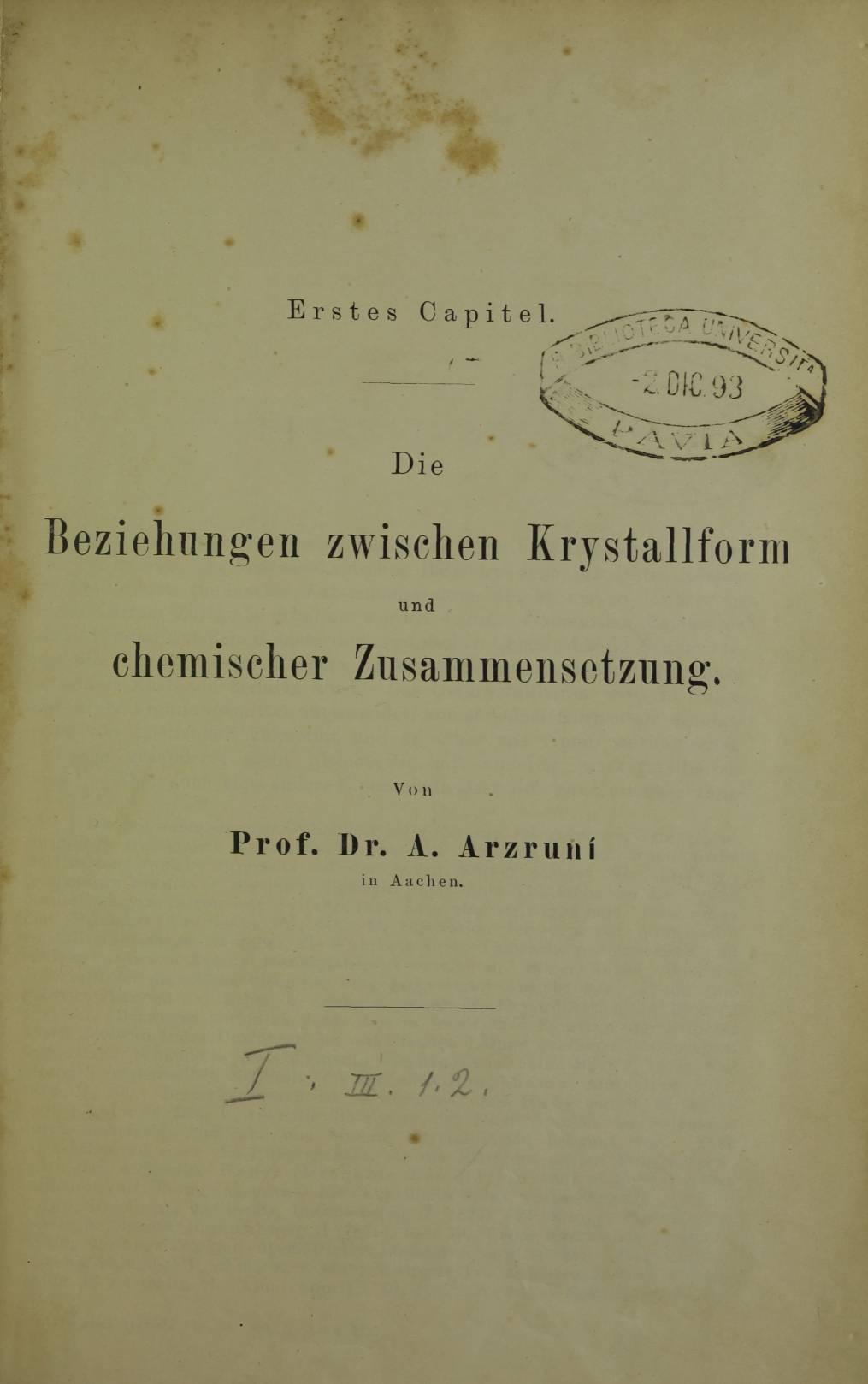
روابط بین خواص فیزیکی و ترکیب شیمیایی اجسام، ۱۸۹۸